# Tamfana

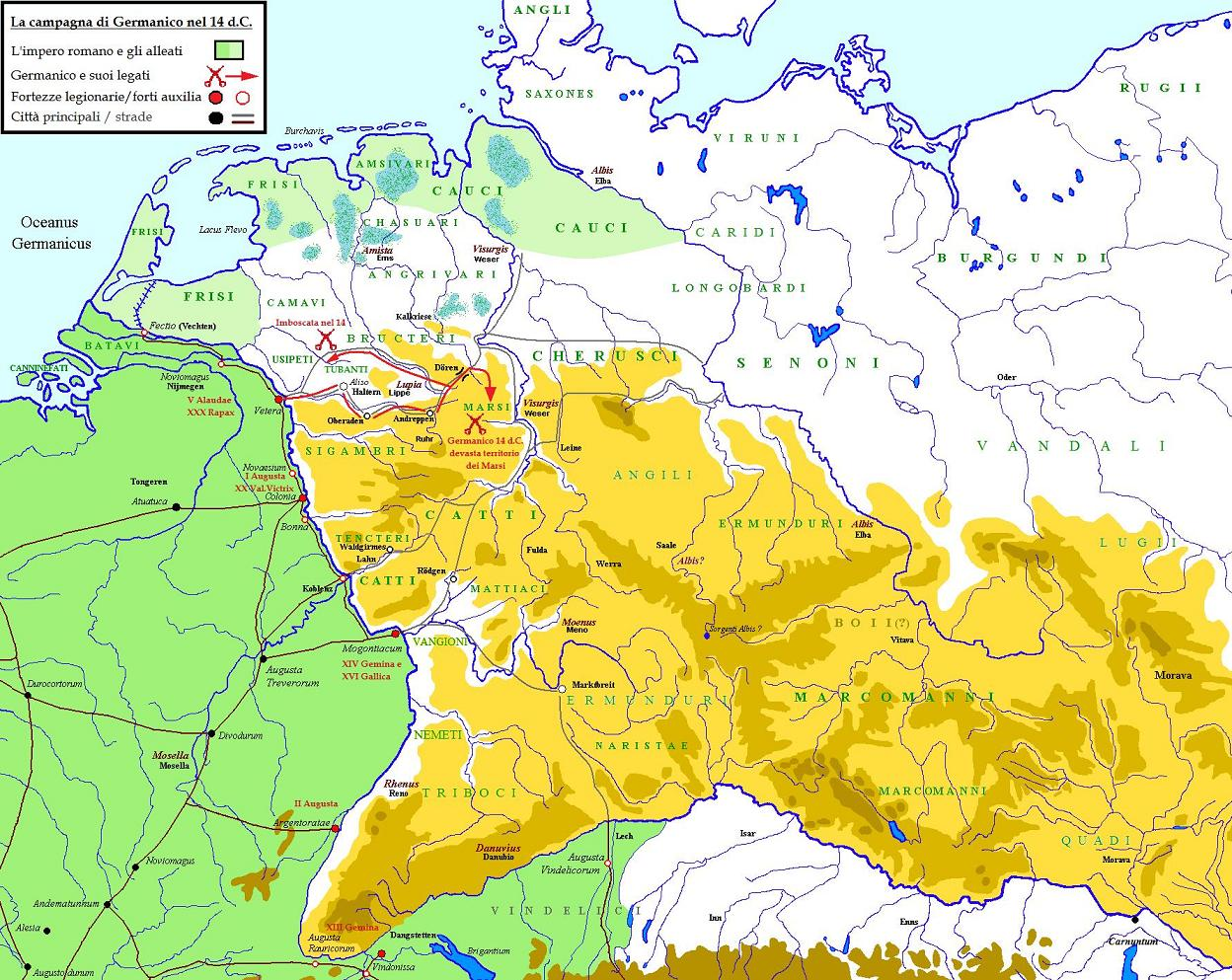
Aufriss des Feldzugs des Germanicus im Jahre 14 n. Chr.

Tamfana (oder fälschlich Tanfana) war laut Tacitus (Annales 1, 51) eine Göttin der Marser, eines germanischen Volksstammes. Durch den Bericht von Tacitus ist Tamfana der älteste gesicherte Beleg eines Namens einer Germanischen Gottheit.

„Caesar auidas legiones, quo latior populatio foret, quattuor in cuneos dispertit; quinquaginta milium spatium ferro flammisque peruastat. non sexus, non aetas miserationem attulit; profana simul et sacra et celebenimum illis gentibus templum, quod Tanfanae uocabant, solo aequantur.“

„Germanicus ließ eine Strecke von fünfzig Meilen mit Feuer und Schwert verwüsten. Kein Alter, kein Geschlecht fand Erbarmen. Profane und heilige Stätten, darunter auch bei jenen Stämmen (der Marsen) hochberühmte Tempel, den sie das Heiligtum der Tamfana nennen, wurde dem Erdboden gleichgemacht“

## Name und Funktion
Der Name der Tamfana (handschriftlich tāfanę) ist so einzig in der Abschrift der Urhandschrift der Annalen (9. Jahrhundert in Corvey oder Hersfeld niedergeschrieben) im Codex Medicaeus I = Codex Laurentianus 68,1 überliefert. Die Lesart Tanfana(e) entstammt jüngeren Abschriften/Druckausgaben (beispielsweise die Ausgabe Beroaldos) und Konjekturen, beziehungsweise Übernahmen durch neuzeitliche Bearbeiter. Zur unterschiedlichen Lesart des Namens führt Hermann Reichert, bezugnehmend auf den Medicaeus I an:

„das „m“ ist in der Handschrift durch einen Strich über dem „a“ abgekürzt; dieser steht in der Handschrift nie für „n“, nur für „m“. Außerdem ist „ta“ die übliche Abkürzung für „tam“. Die Auflösung *Tanfanae* ist daher falsch.“

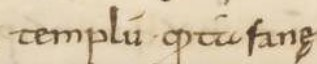
„Templū quod Tāfana“
1. ū = um
2. ā = am

Für die Deutung der Funktion und des Wesens der Gottheit ist ein wesentliches Element die Etymologie des Namens und der Aufschluss über den Kontext der Überlieferung des historischen Ereignisses in dem Tacitus die Tamfana erwähnt und dessen Komponenten, besonders die Schilderung des (Kult-)Festes und des Zeitpunkts.
Im Namen der Tamfana ist das indogermanische Suffix *-no- enthalten, das sogenannte „Herrscher-Suffix“ (siehe Indogermanische Religion). Dieses Suffix erscheint in zahlreichen Götternamen der Indogermania als eine häufige Abstraktion für den jeweiligen funktionalen Bereich dem die Gottheit im Kult und Mythologie zugeordnet wird (Silvanus „Herr über den Wald“, Bellona „Herrin über das bellum“). Für die Germania ist das Suffix am prominentesten im Namen des Wodan/Odin (*Wōðanaz) als „Herrscher, Herr der Woð“ (des Totenheers) belegt. Die Götternamen auf -no verkörpern und repräsentieren daher den Abstraktbegriff persönlich, verfügen über ihn beziehungsweise verleihen ihn.
Nach dem Bericht von Tacitus (Ann. 1, 50,3) feierten die Marser ein nächtliches ausgelassenes (Opfer)fest mit Bankett und Alkohol („festam eam Germanis noctem ac sollemnibus epulis ludicram“). Anhand der Marschzeiten des Germanicus und der historischen Ereignisse des Jahres 14 mit dem Tod von Augustus, den folgenden Meutereien bestimmter Legionseinheiten in den Provinzen Illyrien und Germania inferior sowie astronomischer Hinweise lässt sich das Datum des Festes taxieren. Die ältere Forschung (J. de Vries und andere) terminierte auf Ende Oktober zum Vollmond als ein Winterfest. Wahrscheinlicher ist jedoch ein Datum Ende September. Das Fest könnte somit entweder mit dem Datum der Herbst-Tagundnachtgleiche zusammenhängen (im Jahre 14 der 24., 25. September) oder ein Erntedankfest gewesen sein. Als Vergleichsbasis führt Rudolf Simek nordgermanische Herbstopfer an, die in den gleichen Zeitraum fielen.
In der Forschung wird für Tamf- von der Wortwurzel *temp- ausgegangen mit dem Bedeutungsspektrum von „spannen“, wie sie beispielsweise in den Belegen lateinisch tempus die „Zeitspanne“ und altnordisch (altisländisch) þamb für „Schwellung, Fülle“, þǫmb für „Fülle, Gespanntheit“ vorliegt.
In der älteren Forschung wurde von den altnordischen Begriffen her häufig in Hinsicht der Bedeutung „Fülle“ für „Erntesegen“ gedeutet, also, dass der Name der Tamfana diese als eine „Göttin des Erntesegens“ kennzeichnet. Abweichend zu diesen Deutungen hatte Karl Helm kritisiert, dass þamb auf eine Gespanntheit oder Fülle hindeutet, die  mit einer Erkrankung des Abdomens in Verbindung steht.
Die Göttin wird funktionell unterschiedlich eingeordnet und mit dem Matronenkult des Rheinlandes oder den Disenkulten des wikingerzeitlichen Skandinaviens in Verbindung gebracht. Speziell wird sie in der Sphäre des Agrarkultes vermutet oder in Verbindung mit dem Etymon des Namens und der Datierung des Festes zur Tagundnachtgleiche als eine Göttin bzw. Herrin der Zeit.

## Tempel
Der Göttin war offensichtlich ein Heiligtum lat. templum geweiht. Dieses wird allgemein in den Raum zwischen den Flüssen der Ruhr und der oberen Lippe lokalisiert. Der römische Feldherr Germanicus zerstörte im Jahre 14 n. Chr. im Rahmen eines Feldzuges gegen die Marser dieses Heiligtum (Germanicus-Feldzüge). Nach Tacitus überraschte das römische Militär eine dort versammelte, vermutlich überwiegend männliche Kultgemeinschaft beim Abhalten von Kultriten, insbesondere der Feier eines Opferfestes mit einem damit verbundenen Gelage.
Religions- und kulturwissenschaftlich ist überdies die Frage nach der besonderen Art des (germanischen) templum relevant, vor allem im Kontext einer wenn, baulichen Beschaffenheit der germanischen Heiligtümer durch eine mögliche römische Interpretation und begrifflichen Fassung der vorgefundenen Verhältnisse. Die Marser bildeten vermutlich mit ihren Nachbarstämmen, wie beispielsweise den Brukterern und den Tenkterer, eine dem antiken Vergleich annähernd geartete Amphiktyonie (Kultgemeinschaft). Daher wird angenommen, dass das marsische Heiligtum als ein zentraler Kultplatz dieser Stämme fungierte, neben anderen kleineren Kultorten, beziehungsweise als heiliger Hain (lat. lucus). Der Tamfana-„Tempel“ ist jedoch nicht vergleichbar mit der architektonischen Konstruktion römisch-antiker Kultbauten. Allenfalls handelt es sich um einen kultivierten Hain mit einem gegebenenfalls leichten Holzbau für das Idol der Göttin, wie zum Vergleich: der Kultkontext der Göttin Nerthus.
In der älteren Literatur ist diskutiert worden, ob der Name des Welveraner Ortsteils Fahnen mit dem Namen der Tamfana, beziehungsweise mit dem einstmaligen Kultort in Beziehung zu setzen sei.